# Bubacarr Sanneh
Bubacarr Sanneh (født 14. november 1994) er en gambiansk fodboldspiller, der senest har spillet i FK Zvijezda 09. Han har tidligere spillet i flere danske klubber, blandt andet AC Horsens og FC Midtjylland, og i en periode tilhørt RSC Anderlecht. Sanneh er midtforsvarer og kom oprindeligt til Horsens fra Real de Banjul i fødelandet Gambia; han spiller også på Gambias fodboldlandshold.

## Karriere

### Real de Banjul
Bubacarr Sanneh begyndte at spille fodbold som tiårig i gambianske Real De Banjul, hvor han inden skiftet til Danmark var deltidsspiller og som nittenårig holdets anfører.

### AC Horsens
Sanneh var egentlig blevet solgt til svenske IFK Norrköping, men han kunne ikke få visum, og handlen gik derfor i vasken. I stedet kom han til AC Horsens på et etårigt lejemål i sommeren 2014, i første omgang for at få styr på visummet til Sverige. Han fik debut mod Viborg FF i november, gjorde det godt og scorede blandt andet et mål i debutkampen. Han etablerede sig snart som en vigtig spiller i klubben, og blev blandt andet kåret som årets fighter i klubben i sin første sæson. Derfor skrev Horsens allerede midt på foråret 2015 en treårig kontrakt med ham gældende fra sommeren samme år.

### FC Midtjylland
I november 2017 offentliggjorde FC Midtjylland, at klubben havde sikret sig Sanneh på en fireårig kontrakt fra 1. januar 2018. Han var med til at blive dansk mester med klubben samme år.

### RSC Anderlecht
Lige inden transfervinduet lukkede i 2018 solgte FCM Sanneh til den belgiske topklub RSC Anderlecht for et beløb på omkring 60 millioner kroner, et af de højeste beløb til da for en spiller fra Superligaen. Opholdet i den belgiske klub blev dog ikke så stor en succes, og et år senere blev han udlejet til tyrkiske Göztepe for en halv sæson. Derefter blev han udlejet til KV Oostende det næste halve år. Tilbage i Anderlecht fik Sanneh ikke spilletid, men fortsatte i klubben, hvor han havde kontrakt frem til 2023.

#### Göztepe
I august 2019 hentede Göztepe Sanneh på en etårig lejeaftale. Lejeaftalen blev ophævet et halvt år før tid i januar 2020.

#### KV Oostende
En uge efter lejeaftalen med Göztepe blev ophævet i januar 2020 skiftede Sanneh til KV Oostende på en halvårlig lejeaftale.

#### AGF
I januar 2021 fik AGF et problem, da klubbens anfører Niklas Backman blev langtidsskadet, og derpå hentede klubben Sanneh på et lejeophold. Opholdet blev dog ikke nogen stor succes, han fik blandt andet rødt kort efter 6 minutter i sin anden kamp for AGF, og han vendte tilbage til Anderlecht i sommeren samme år.

## Landsholdskarriere
Sanneh har spillet på både U/20- og U/23-landsholdene i Gambia, og han har foreløbig spillet 21 A-landsholdskampe.